# ایسیرگان‌لی (جیحان)
ایسیرگان‌لی (به ترکی استانبولی: Isırganlı) یک منطقهٔ مسکونی در ترکیه است که در جیحان واقع شده‌است.